# النظام الملكي الأسترالي

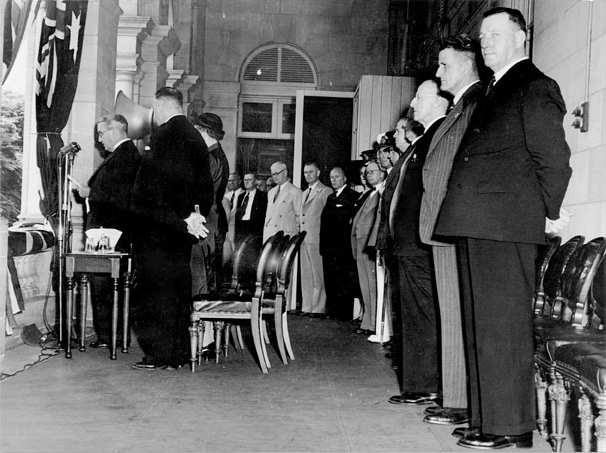
حفل الإعلان، مبنى البرلمان 1952

النظام الملكي الأسترالي هو نظام الحكم الأسترالي الذي يجسده كل من صاحب السيادة ورأس الدولة الأسترالية. تعد الملكية الأسترالية ملكية دستورية، على غرار نظام وستمنستر للحكومة البرلمانية، بالإضافة إلى ميزات فريدة بدستور أستراليا.
الملك الحالي هو تشارلز الثالث، ملك أستراليا، الذي حكم منذ 9 سبتمبر عام 2022. يمثله الحاكم العام في أستراليا، وفقًا للدستور الأسترالي وبراءة تمليك من الملك، ومن قبل حاكم يساعده نائب الحاكم في كل ولاية من الولايات الأسترالية، وفقًا لدساتير الولايات. يعين الملك الحاكم العام والمحافظين، بناءً على مشورة الحكومات التنفيذية المعنية؛ أي الدولة والحكومة الفيدرالية. تعد هذه الوظائف الدستورية الوحيدة تقريبًا للملك فيما يتعلق بأستراليا حاليًا.
ينص القانون الدستوري الأسترالي على أن ملك المملكة المتحدة هو أيضًا ملك أستراليا. يتبين في يومنا هذا أن الملكية الأسترالية منفصلة، إذ يتصرف الملك فيما يتعلق بالشؤون الأسترالية حصريًا بناءً على نصيحة الوزراء الأستراليين. تعد أستراليا إذن إحدى عوالم الكومنولث، وهي خمسة عشر دولة مستقلة تشترك في نفس الشخص كملك ورأس الدولة.

## الجوانب الدولية والمحلية
ملك أستراليا هو نفسه الملك لـ14 دولة من دول الكومنولث المكونة من 56 دولة؛ ومع ذلك، يعتبر كل عالم مستقل عن الآخر، مع ملكية ذات طابع منفصل في كل منها. بناءً على قانون أستراليا لعام 1986، لا يمكن لأي حكومة بريطانية تقديم المشورة للملك في أي مسائل ذات صلة بأستراليا. في جميع شؤون الكومنولث الأسترالي، تُقدم النصائح إلى الملك من قبل الوزراء الفيدراليين الأستراليين للتاج، وبالمثل، في جميع الأمور المتعلقة بأي ولاية أسترالية، تُقدم النصائح إلى الملك من قبل وزراء تاج تلك الولاية. في عام 1999، قضت المحكمة العليا الأسترالية في قضية سو هيل بأن المملكة المتحدة، منذ قانون أستراليا لعام 1986، تعتبر سلطة أجنبية (غريبة) فيما يتعلق بالشؤون الداخلية والخارجية لأستراليا؛ يعني ذلك أن المواطن البريطاني كان تابعًا لسلطة أجنبية وغير قادر على أن يكون عضوًا في البرلمان الأسترالي، وفقًا للمادة 44 من الدستور الأسترالي. في عام 2001، قضت المحكمة العليا أنه إلى أن تصبح المملكة المتحدة سلطة أجنبية، يعتبر جميع الرعايا البريطانيين رعايا للملك بحسب حقوق المملكة المتحدة، لذلك، لا يمكن تصنيفهم كأجانب بالمعنى المقصود في المادة 51 من الدستور.

### اللقب
لقب الملك هو تشارلز الثالث، بنعمة الله ملك أستراليا وعوالمه وأقاليمه الأخرى، رئيس الكومنولث.
قبل عام 1953، كان اللقب ببساطة هو نفسه اللقب في المملكة المتحدة. نتج التغيير في اللقب عن مناقشات عرضية واجتماع نهائي لممثلي الكومنولث في لندن في ديسمبر عام 1952، إذ كان اللقب المفضل للملكة إيزابيث الثانية في كندا هو إليزابيث الثانية، بنعمة الله، ملكة [المملكة] وعوالمها ومناطقها الأخرى، رئيسة الكومنولث، المدافعة عن الإيمان. مع ذلك، أعربت أستراليا عن رغبتها في ذكر المملكة المتحدة أيضًا. هكذا، شمل العنوان المملكة المتحدة، ولكن للمرة الأولى، ذكر أيضًا أستراليا وعوالم الكومنولث الأخرى بشكل منفصل. أدى إقرار القانون الملكي للألقاب الملكية من قبل البرلمان الأسترالي إلى تطبيق هذه التوصيات.

### الخلافة
تُطبق قوانين الخلافة وفقًا للقوانين البريطانية المدمجة في القانون الأسترالي، سواء الفيدرالي أو الحكومي: أي وثيقة الحقوق 1689 وقانون التسوية 1701. تقصر هذه القوانين الخلافة على الأحفاد الحقيقيين (غير المتبنين)، والمنحدرين من سلالة صوفي، ناخبة هانوفر، وتشترط على أن يكون الملك في شركة مع كنيسة إنجلترا عند صعوده العرش. تقيدًا بتشريع وستمنستر لعام 1942، وافقت أستراليا على تغيير قواعد الخلافة الخاصة بها فقط بالاتفاق مع المملكة المتحدة ودول الدومينيون الأخرى. من هذا المنطلق، التزمت اتفاقية برث لعام 2011 بين عوالم الكومنولث جميعًا بتعديل تسلسل الخلافة لاتباع قانون البكورة المطلقة لأفراد العائلة المالكة الذين ولدوا في عام 2011 وبعد. وفقًا للاتفاقية، ألغت أستراليا، بالإضافة إلى عوالم أخرى، قانون الزواج الملكي لعام 1772، الذي أعطى الأسبقية للورثة الذكور واستبعد أي شخص متزوج من كاثوليكي روماني من الخلافة. في أستراليا، تطلّب التشريع الفيدرالي للقيام بذلك تقديم طلب والموافقة عليه من قبل جميع الولايات، فلم يُمرر التشريع الفيدرالي اللازم حتى 24 مارس عام 2015، وأصبح قيد التنفيذ في 26 مارس عام 2015.

## الدور الدستوري والامتياز الملكي

### البرلمان
يُطلق على صاحب السيادة، بالإضافة إلى مجلس الشيوخ ومجلس النواب، كونه أحد الأعضاء الثلاثة في البرلمان، اسم الملك في البرلمان. تتجسد سلطة التاج في الصولجان (مجلس النواب) والعصا السوداء (مجلس الشيوخ)، ويرتدي كل منهما تاجًا على رأسه. مع ذلك، لا يشارك الملك ونائبه في العملية التشريعية باستثناء منح الموافقة الملكية من قبل الحاكم العام. بالإضافة إلى ذلك، ينص الدستور على أن الحاكم العام وحده هو المسؤول عن استدعاء البرلمان وتأجيله وحلّه.

### الشؤون الخارجية
يمتد الامتياز الملكي أيضًا ليشمل الشؤون الخارجية: يتولى الحاكم العام في المجلس تفويض وإقرار المعاهدات والتحالفات والاتفاقيات الدولية. كما هو الحال مع الاستخدامات الأخرى للامتياز الملكي، لا حاجة للحصول على موافقة برلمانية.

### المحاكم
في أستراليا، يعتبر صاحب السيادة منبع العدالة. مع ذلك، لا يحكم شخصيًا في الأمور القضائية، ما يعني أن الوظائف القضائية تُطبق عادةً باسم الملك فقط. تُعتبر الجرائم الجنائية من الناحية القانونية جرائم ضد صاحب السياد وتُرفع دعاوى الجرائم التي يعاقب عليها القانون باسم الحاكم تحت مسمى الملك ضد [الاسم] (وفي بعض الحالات، التاج ضد [الاسم]). تبعًا لذلك، ينص القانون العام على أن صاحب السيادة «لا يمكن أن يرتكب أي خطأ»؛ أي لا يمكن مقاضاة الملك في محاكمه على جرائم جنائية. يُسمح بالدعاوى المدنية المرفوعة ضد التاج بصفتها العامة (أي الدعاوى المرفوعة ضد الحكومة)؛ ومع ذلك، لا يمكن رفع دعاوى قضائية ضد الملك شخصيًا. في القضايا الدولية، بصفته صاحب سيادة ووفقًا لمبادئ القانون الدولي الراسخة، لا يحضر ملك أستراليا أي دعوى أمام المحاكم الأجنبية دون موافقته الصريحة. يعود حق العفو إلى الملك، ويمارسه الحكام في الولايات القضائية.